# 20. Międzynarodowy Festiwal Filmowy w Berlinie
20. Międzynarodowy Festiwal Filmowy w Berlinie miał pierwotnie odbyć się w dniach 26 czerwca-7 lipca 1970 roku. Jednakże 5 lipca pokazy konkursowe niespodziewanie przerwano i zdecydowano, żeby nie przyznawać nagród. Powodem odwołania imprezy były kontrowersje związane z niemieckim filmem konkursowym O.K. w reżyserii Michaela Verhoevena. Obraz ten ukazywał okrucieństwa amerykańskich żołnierzy podczas trwającej wciąż wojny w Wietnamie.
Jury konkursu głównego przewodniczył amerykański reżyser George Stevens, a imprezę otworzył pokaz belgijskiego filmu Klann – grand guignol w reżyserii Patricka Ledoux. W konkursie głównym startowały 22 filmy pochodzące z 14 różnych krajów.

## Członkowie jury

### Konkurs główny
- George Stevens, amerykański reżyser − przewodniczący jury[4]
- Manfred Durniok, niemiecki producent filmowy
- Klaus Hebecker, niemiecki krytyk filmowy
- Alberto Lattuada, włoski reżyser
- Dušan Makavejev, serbski reżyser
- David Neves, brazylijski reżyser
- Gunnar Oldin, szwedzki krytyk filmowy
- Véra Volmane, francuska krytyczka filmowa
- Billie Whitelaw, brytyjska aktorka

## Selekcja oficjalna

### Konkurs główny
Następujące filmy zostały wyselekcjonowane do udziału w konkursie głównym o Złotego Niedźwiedzia i Srebrne Niedźwiedzie:
| Tytuł polski                    | Tytuł oryginalny                    | Reżyseria                | Kraj produkcji    |
| ------------------------------- | ----------------------------------- | ------------------------ | ----------------- |
| Dni i noce w lesie              | অরণ্যের দিনরাত্রি Aranyer Din Ratri       | Satyajit Ray             | Indie             |
| Tragedia bałtycka               | Baltutlämningen                     | Johan Bergenstråhle      | Szwecja           |
| Black Out                       | Black Out                           | Jean-Louis Roy           | Szwajcaria        |
| Borsalino                       | Borsalino                           | Jacques Deray            | Francja           |
| Szakal z Nahueltoro             | El chacal de Nahueltoro             | Miguel Littin            | Chile             |
| Z dala od życia                 | 地の群れ Chi no mure                | Kei Kumai                | Japonia           |
| Konformista                     | Il conformista                      | Bernardo Bertolucci      | Włochy            |
| Bogowie i śmiertelnicy          | Os Deuses e os Mortos               | Ruy Guerra               | Brazylia          |
| Dionizos                        | Dionysus in '69                     | Brian De Palma           | Stany Zjednoczone |
| Eden i później                  | L'Eden et après                     | Alain Robbe-Grillet      | Francja           |
| Dziwny przypadek doktora Fausta | El extraño caso del doctor Fausto   | Gonzalo Suárez           | Hiszpania         |
| Spadkobiercy                    | Los herederos                       | David Stivel             | Argentyna         |
| Historia miłosna                | En kärlekshistoria                  | Roy Andersson            | Szwecja           |
| Klann – grand guignol           | Klann – grand guignol               | Patrick Ledoux           | Belgia            |
| O.K.                            | O.K.                                | Michael Verhoeven        | RFN               |
| Klient w martwym sezonie        | אורח בעונה מתה Ore'ach B'Onah Metah | Moshé Mizrahi            | Izrael            |
| Out of It                       | Out of It                           | Paul Williams            | Stany Zjednoczone |
| O Profeta da Fome               | O Profeta da Fome                   | Maurice Capovila         | Brazylia          |
| Dziewczyna o imieniu Juliusz    | La ragazza di nome Giulio           | Tonino Valerii           | Włochy            |
| Czas umierania                  | Le temps de mourir                  | André Farwagi            | Francja           |
| Krzyk                           | L'urlo                              | Tinto Brass              | Włochy            |
| Dlaczego pan R. oszalał?        | Warum läuft Herr R. Amok?           | Rainer Werner Fassbinder | RFN               |